# Lucas Monteverde
 (avril 2017).
Lucas Monteverde, né le 18 décembre 1976, est un joueur argentin de polo, l'un des meilleurs au monde. Il a un handicap de 10.
Il est marié à Loli Lopez. Il a deux enfants (Lucas et Lola).